# Mary Lou Williams
Mary Lou Williams (rodným jménem Mary Elfrieda Scruggs; 8. května 1910 Atlanta, Georgie – 28. května 1981 Durham, Severní Karolína) byla americká jazzová klavíristka. Měla deset sourozenců a na klavír začala hrát v útlém věku, za svůj největší vzor označovala Lovie Austin. Profesionálně začala vystupovat už v teenagerském věku a v roce 1925 hrála v kapele Duke Ellingtona. Během své kariéry spolupracovala i s dalšími hudebníky, mezi které patří Dizzy Gillespie, Buddy Tate nebo Cecil Taylor. V roce 1973 získala čestný titul na Fordham University, byla nominována na cenu Grammy a získala různá další ocenění. Zemřela na rakovinu močového měchýře ve svých jedenasedmdesáti letech.